# Winterbourne Earls
Winterbourne Earls – wieś w Anglii, w hrabstwie Wiltshire. Leży 4 km na wschód od miasta Salisbury i 123 km na południowy zachód od Londynu.